# José Luiz Felício
José Luiz Felício foi um empresário brasileiro, fundador da Passaredo Transportes Aéreos e considerado um pioneiro da aviação no estado de São Paulo. Felício presidiu a empresa desde a sua fundação, em 1995, até 2002. Após essa data, transferiu o controle e a gestão ao seu filho e cofundador, atual presidente da VOEPASS José Luiz Felício Filho.

## Biografia
José Luiz Felício era neto de libaneses e natural do município paulista de Mococa. Iniciou sua carreira profissional transporte aos 13 anos de idade, apoiando o pai no desenvolvimento da implantação de linhas de ônibus ligando o interior e a capital São Paulo.